# Le memorie di un pazzo (Tolstoj)
Le memorie di un pazzo (in russo Записки сумасшедшего?, Zapiski sumasšedšego) è un racconto di Lev Tolstòj scritto probabilmente nel 1884, revisionato fra il 1896 e il 1897, e pubblicato postumo nel 1912.

## Trama
La vicenda è narrata in prima persona dal protagonista il quale esordisce affermando di essere "pazzo" nonostante le diagnosi contrarie dei medici. Nonostante alcuni rari episodi età infantile (lo spavento provato quando la sua bambinaia fu accusata di aver preso una zuccheriera o quando vide picchiare un bambino o quando la zia gli narrò la Passione di Gesù) il protagonista ebbe l'infanzia, l'adolescenza e la giovinezza normali («come tutti gli altri»).
Durante un viaggio per affari in compagnia di un suo servo verso il governatorato di Penza, il protagonista fu improvvisamente colpito da un terrore indefinito («Avevo avuto paura di qualcosa. E come spesso avviene, mi ero svegliato spaventato, agitato - e sembrava che non avrei mai più ripreso sonno. [...] tutto a un tratto mi parve che non mi servisse a niente viaggiare in quelle terre tanto lontane, e che sarei morto lì, in un posto lontano da casa. E provai raccapriccio.» ) Il protagonista decise di pernottare in una squallida locanda di Arzamas; la paura non passò, ma ebbe l'impressione che comparisse la Morte in persona. L'episodio si risolse. Tornato a casa, il protagonista ricominciò a vivere come prima, iniziò a praticare la religione («divenni un uomo pio»), e per lungo tempo non ebbe più attacchi di panico.
Un analogo più grave episodio si verificò qualche anno dopo, quando il protagonista dovette recarsi improvvisamente a Mosca. Viaggiò in compagnia di un suo conoscente e scese al Moskovskoe podvor'e, un celebre albergo di lusso. Giunto in albergo riapparve d'improvviso il terrore provato ad Arzamas. Decise allora di andare a teatro; ed effettivamente l'angoscia passò per ritornare tuttavia quando ritornò in albergo. Il protagonista passò una notte spaventosa e meditò il suicidio. Ritornò nuovamente a casa. Ma «quella notte a Mosca aveva cambiato ancor di più la mia vita, che era cominciata a cambiare dopo Arzamas. Cominciai a occuparmi ancor meno dei miei affari, e fui preso dall'apatia. Incominciai a indebolirmi anche nel fisico». Il protagonista si dedicò ancor di più alla lettura delle Sacre Scritture e delle vite dei santi, e «tutto a un tratto mi illuminò la verità di quel che avevo detto. Soprattutto la verità del fatto che i muzikì vogliono vivere proprio così come lo vogliamo noi, che sono uomini, nostri fratelli, figli del Padre, come è detto nel Vangelo». Il racconto termina con il protagonista il quale, privo ormai dell'angoscia e della paura, regala tutto il proprio danaro ai poveri e ritorna «a casa a piedi, conversando con il popolo».

## Genesi dell'opera
Si presume che la prima redazione di questo racconto, in gran parte di origine autobiografica, sia stata scritta nel 1884. Nei Diari, alla data dell'11 aprile 1884, Tolstoj annotava: «M'è venuto in mente Le memorie di un non pazzo». Come confessò più tardi alla cugina Aleksandra, nel settembre 1869, subito dopo il completamento di Guerra e Pace, Tolstoj ebbe un episodio di attacco di panico alla stazione di posta di Arzamas, durante un suo viaggio a Penza in compagnia di un servo. Dai Diari del 26 dicembre 1896 e del 5 gennaio 1897 sappiamo dell'intenzione Tolstoj di rivedere il racconto, soprattutto laddove trattava il tema della intuizione «della filialità divina dell'individuo, e della fratellanza».

## Edizioni

### Originali
- «Zapiski sumasšedšego». In: Posmertnye chudožestvennye proizvedenija L'va Nikolaeviča Tolstogo pod redaktsiej V.G. Čertkova (Opere artistiche postume di Lev Nikolàevič Tolstoj, a cura di V.G. Čertkov), Mosca: ed. A.L. Tolstaja, 1912
- «Zapiski sumasšedšego». In: Posmertnye chudožestvennye proizvedenija L'va Nikolaeviča Tolstogo pod redaktsiej V.G. Čertkova (Opere artistiche postume di Lev Nikolàevič Tolstoj, a cura di V.G. Čertkov), Berlino: Svobodnoe slovo, 1912

### Traduzioni italiane
- «Memorie di un pazzo». In: Leone Tolstoi, Racconti e ricordi raccolti e illustrati dalla figlia Tatiana; Trad. a cura di Corrado Alvaro, Coll. Quaderni della Medusa n. 14, Milano: A. Mondadori, 1942
- «Memorie di un pazzo». In: Lev Tolstoj, Racconti; a cura di Agostino Villa, Vol. III, Torino: Einaudi, 1955
- Lev Nikolaevič Tolstoj, Memorie di un pazzo; traduzione di L. Montagnani, Latina : L'Argonauta, 1985
- Lev Nikolaevič Tolstoj, Memorie di un pazzo; traduzione di Giovanni Faccioli, Latina: L'argonauta, 1996
- Lev Nikolaevič Tolstoj, Memorie di un pazzo e altri scritti; traduzione di Corrado Alvaro, Milano: SE, 2006
- «Memorie di un pazzo». In: Lev Tolstoj, I cosacchi e altri racconti; introduzione di Serena Vitale; prefazione di Fausto Malcovati; traduzione di Luisa De Nardis, Milano: Garzanti, 2010